# Kuźnieck
Kuźnieck (ros. Кузнецк) – miasto w Rosji, w obwodzie penzeńskim, przy linii kolejowej Samara-Penza, nad rzeką Trujewo (dorzecze Wołgi). Około 80 tys. mieszkańców (2020).

## Gospodarka
W mieście rozwinął się przemysł precyzyjny, maszynowy, skórzany, spożywczy oraz meblarski.

## Urodzeni w Kuźniecku
- Aleksander Szacki – generał brygady
- Jerzy Zbigniew Staniewicz – komandor Polskiej Marynarki Wojennej.
- Grzegorz Dunecki – polski lekkoatleta, mistrz polski w biegu na 200 metrów

## Galeria

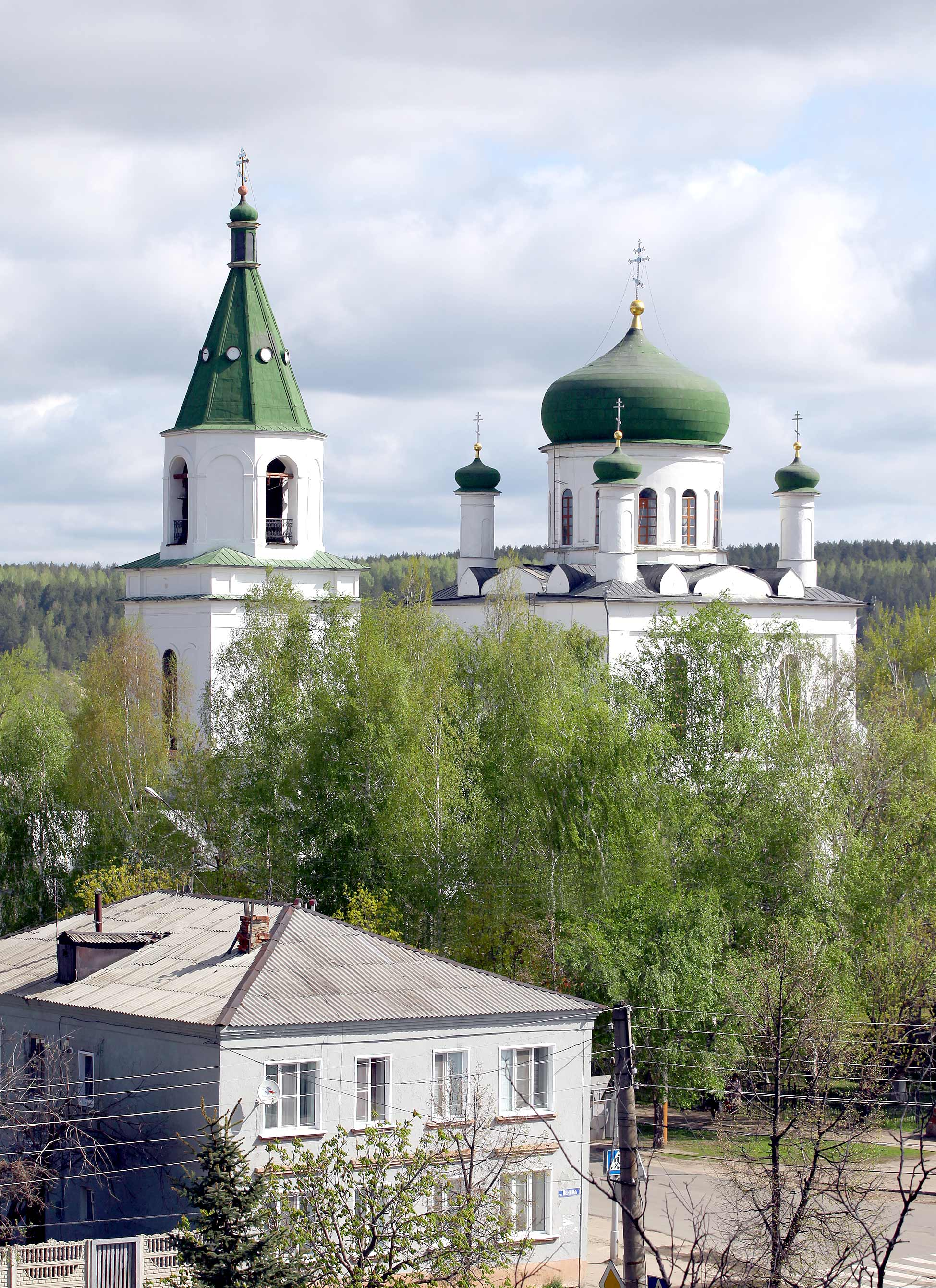
Cerkiew Wniebowstąpienia Pańskiego
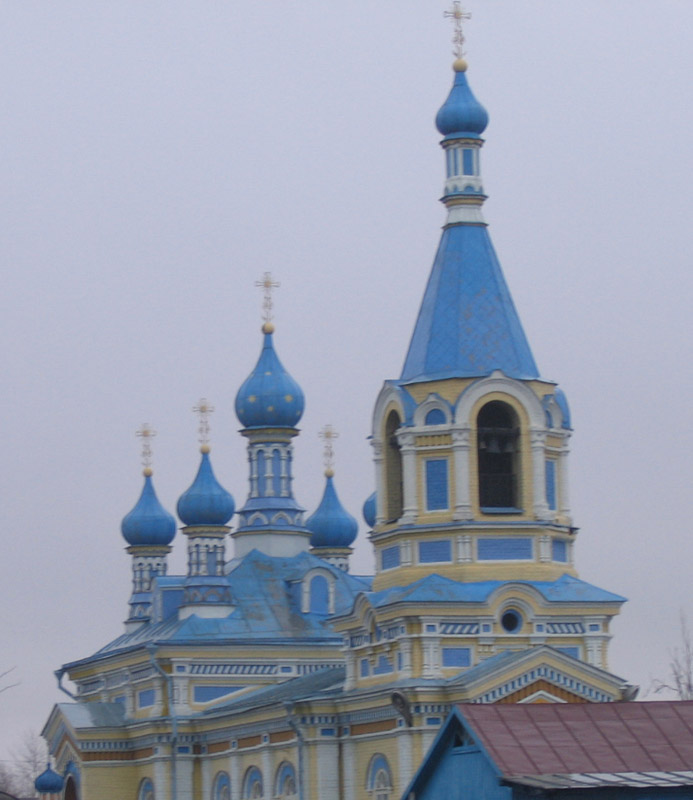
Cerkiew Kazańskiej Ikony Matki Bożej
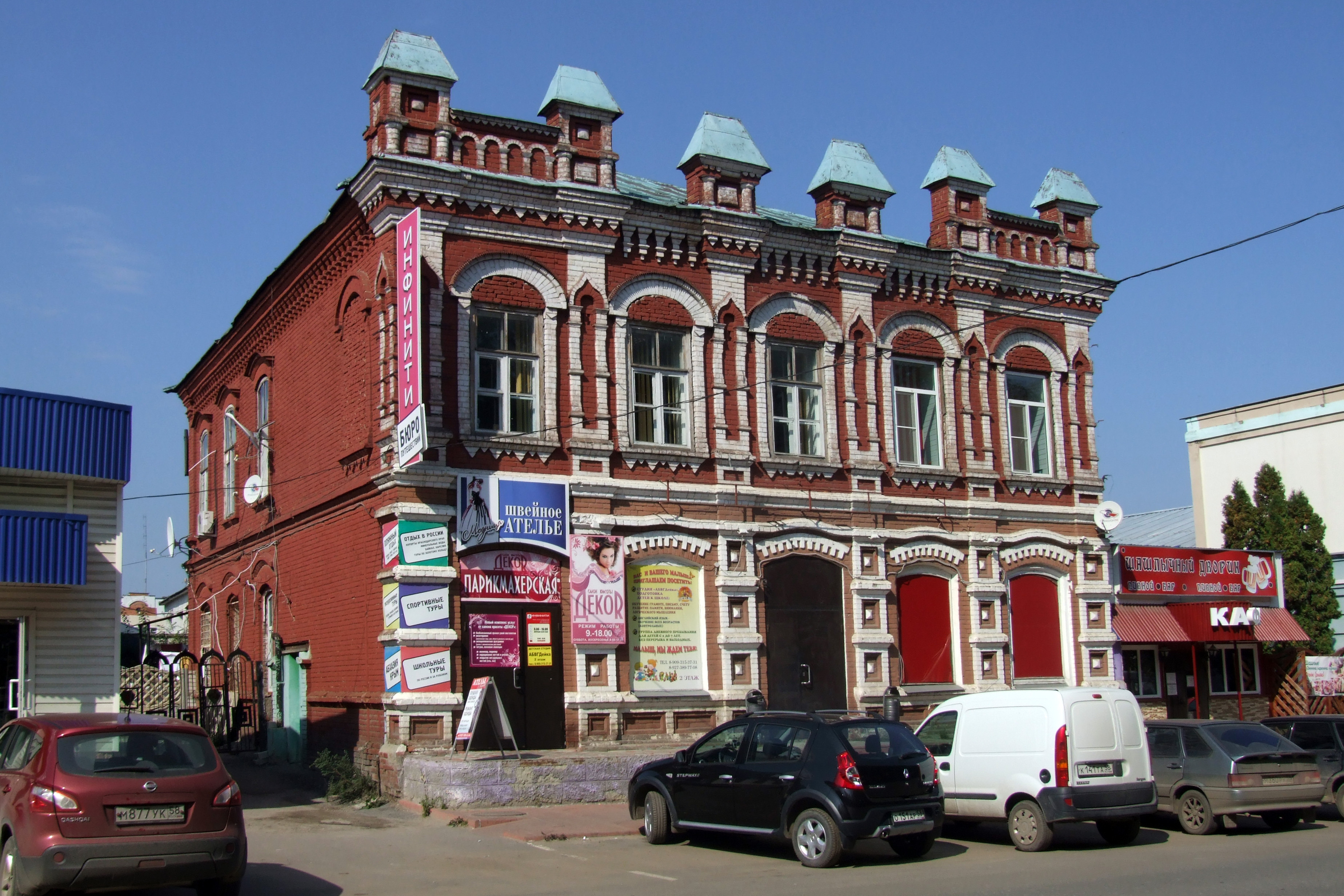
Sklep
Pomnik Chwały Wojska
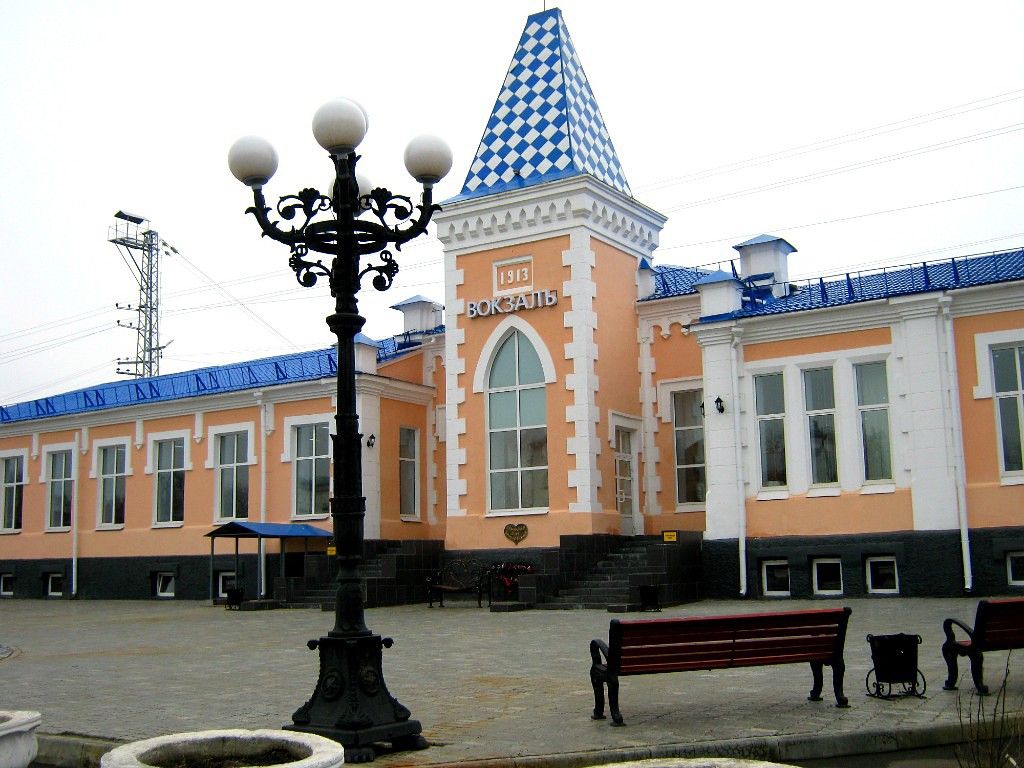
Stacja kolejowa Kuźnieck

## Miasta partnerskie
- Gyula